# قویزه
قویزه (به عربی: قویزة) یک منطقهٔ مسکونی در عربستان سعودی است که در استان مکه واقع شده‌است.